# Агамед
Агаме́д (грец. Αγαμήδης) — міфічний будівничий, син Ергіна, орхоменського царя.
Разом із братом Трофонієом збудував храм Аполлона в Дельфах і скарбницю царя Гіріея в Беотії. У стіні цієї будівлі брати встановили один камінь так, що його можна було легко вийняти і потайки викрадати багатство. Коли ж Агамед попався у капкан, Трофоній відрізав йому голову, щоб замести сліди.